# Natalja Jonckheere
Pour les articles homonymes, voir Jonckheere.
Natalja Jonckheere, née le 21 octobre 1970 à Ostende, est une athlète belge, spécialiste du saut en hauteur.

## Biographie

### Palmarès
| Date | Compétition                    | Lieu      | Résultat | Performance |
| ---- | ------------------------------ | --------- | -------- | ----------- |
| 1988 | Championnats du monde juniors  | Sudbury   | 9e       | 1,81 m      |
| 1989 | Championnats d'Europe en salle | La Haye   | 10e      | 1,80 m      |
| 1989 | Championnats du monde en salle | Budapest  | 12e      | 1,88 m      |
| 1995 | Championnats du monde en salle | Barcelone | 9e       | 1,93 m      |
| 1995 | Universiade                    | Fukuoka   | 3e       | 1,88 m      |

### Records
| Épreuve         | Épreuve      | Performance | Lieu      | Date            |
| --------------- | ------------ | ----------- | --------- | --------------- |
| Saut en hauteur | En plein air | 1,95 m      | Norderney | 29 juillet 1995 |
| Saut en hauteur | En salle     | 1,95 m      | Gand      | 12 février 1995 |